# United Africa Tigers Football Club
Maillots
Actualités
United Africa Tigers Football Club est un club de football namibien créé en 1942 dans la capitale, Windhoek. Il évolue dans le Championnat de Namibie de football.

## Histoire
Le club de United Africa Tigers est fondé à Windhoek en 1927. La section football voit quant à elle le jour en 1942.
C'est l'un des clubs fondateurs du championnat national, créé en 1991. S'il est parmi l'élite depuis la fondation de la compétition, il a dû attendre 2016 pour être sacré champion pour la première fois. Il est plus performant en Coupe de Namibie : présent à huit reprises en finale, il n'a cependant remporté le trophée que trois fois, en 1995, 1996 et 2015.
Le club a changé à plusieurs reprises de nom au cours de son histoire. Il débute en championnat national sous le nom de Tigers FC avant de devenir Mukorob Pelagic Tigers (le plus souvent réduit à MP Tigers) en 1993. Il reprend le nom de Tigers FC en 2000 et prend son nom actuel au début de la saison 2001-2002.
Ces succès en Coupe ont permis aux Tigers de participer à plusieurs reprises aux compétitions continentales. Il atteint ainsi les huitièmes de finale en Coupe des Coupes 1996.
Parmi les joueurs notables ayant porté le maillot des Tigers, on peut citer l'international namibien Tangeni Shipahu, au club pendant trois saisons ou Razundara Tjikuzu.

## Palmarès
- Championnat de Namibie (1)
  - Vainqueur en 2016

- Coupe de Namibie (3)
  - Vainqueur en 1995, 1996 et 2015
  - Finaliste en 1994, 1998, 1999, 2002, 2003